# Celtic Woman: The Magic of Christmas
The Magic of Christmas es el decimotecer álbum de estudio y tercer álbum navideño del conjunto musical irlandés Celtic Woman, publicado internacionalmente el 8 de noviembre de 2019 por Manhattan Records y distribuido por Universal Music.

## Antecedentes
El anuncio oficial de este tercer álbum navideño del grupo se dio a través de las redes sociales del grupo el 4 de octubre de 2019, día en que también publicaron el primer sencillo de esta producción, sin embargo variadas tiendas como Target dieron a conocer prematuramente este nuevo álbum a mediados de septiembre. Las vocalistas en esta producción son Máiréad Carlin, Éabha McMahon, Megan Walsh y la violinista Tara McNeill.

## Contenido
El álbum se compone de quince canciones, de las cuales seis son nuevas versiones de temas estrenados previamente en los dos anteriores álbumes navideños del grupo: A Christmas Celebration (2006) y Home for Christmas (2012).
Destaca la inclusión de dos temas en especial: “Amid the Falling Snow” de la cantante irlandesa Enya, el cual fue lanzado como el primer sencillo del álbum. Esta canción aparece en el álbum Amarantine de Enya, lanzado en 2005. Amid the Falling Snow se convierte en el cuarto tema de Enya interpretado por Celtic Woman, junto a “Orinoco Flow”, “May It Be” y “Christmas Secrets” (con Oonagh). También este nuevo álbum navideño incluye la canción navideña “Feliz Navidad” escrita por el puertorriqueño José Feliciano.

## Lanzamiento
El lanzamiento estadounidense del álbum fue el 25 de octubre de 2019, mientras que la publicación internacional fue dos semanas después el 8 de noviembre.

## Lista de temas
| The Magic of Christmas |                                 |                                    |          |  |
| N.º                    | Título                          | Intérpretes                        | Duración |  |
| 1.                     | «We Wish You a Merry Christmas» | Walsh / Carlin / McMahon / McNeill | 3:27     |  |
| 2.                     | «Angels We Have Heard on High»  | Walsh / Carlin / McMahon / McNeill | 4:35     |  |
| 3.                     | «Do You Hear What I Hear?»      | Megan Walsh                        | 3:54     |  |
| 4.                     | «Deck the Halls»                | Walsh / Carlin / McMahon / McNeill | 2:27     |  |
| 5.                     | «O Come O Come Emmanuel»        | Máiréad Carlin                     | 4:09     |  |
| 6.                     | «Amid the Falling Snow»         | Walsh / Carlin / McMahon / McNeill | 3:43     |  |
| 7.                     | «O Holy Night»                  | Walsh / Carlin / McMahon / McNeill | 4:21     |  |
| 8.                     | «Sleigh Ride»                   | Walsh / Carlin / McMahon / McNeill | 3:35     |  |
| 9.                     | «Greensleeves»                  | Tara McNeill                       | 3:37     |  |
| 10.                    | «Dia do Bheatha»                | Éabha McMahon                      | 3:40     |  |
| 11.                    | «Carol of the Bells»            | Walsh / Carlin / McMahon / McNeill | 3:24     |  |
| 12.                    | «Wexford Carol»                 | Walsh / Carlin / McMahon / McNeill | 3:01     |  |
| 13.                    | «Silent Night»                  | Tara McNeill                       | 1:58     |  |
| 14.                    | «Auld Lang Syne»                | Walsh / Carlin / McMahon / McNeill | 4:39     |  |
| 15.                    | «Feliz Navidad»                 | Walsh / Carlin / McMahon / McNeill | 3:33     |  |
| 54:03                  |                                 |                                    |          |  |